# Becca di Nona Skyrace

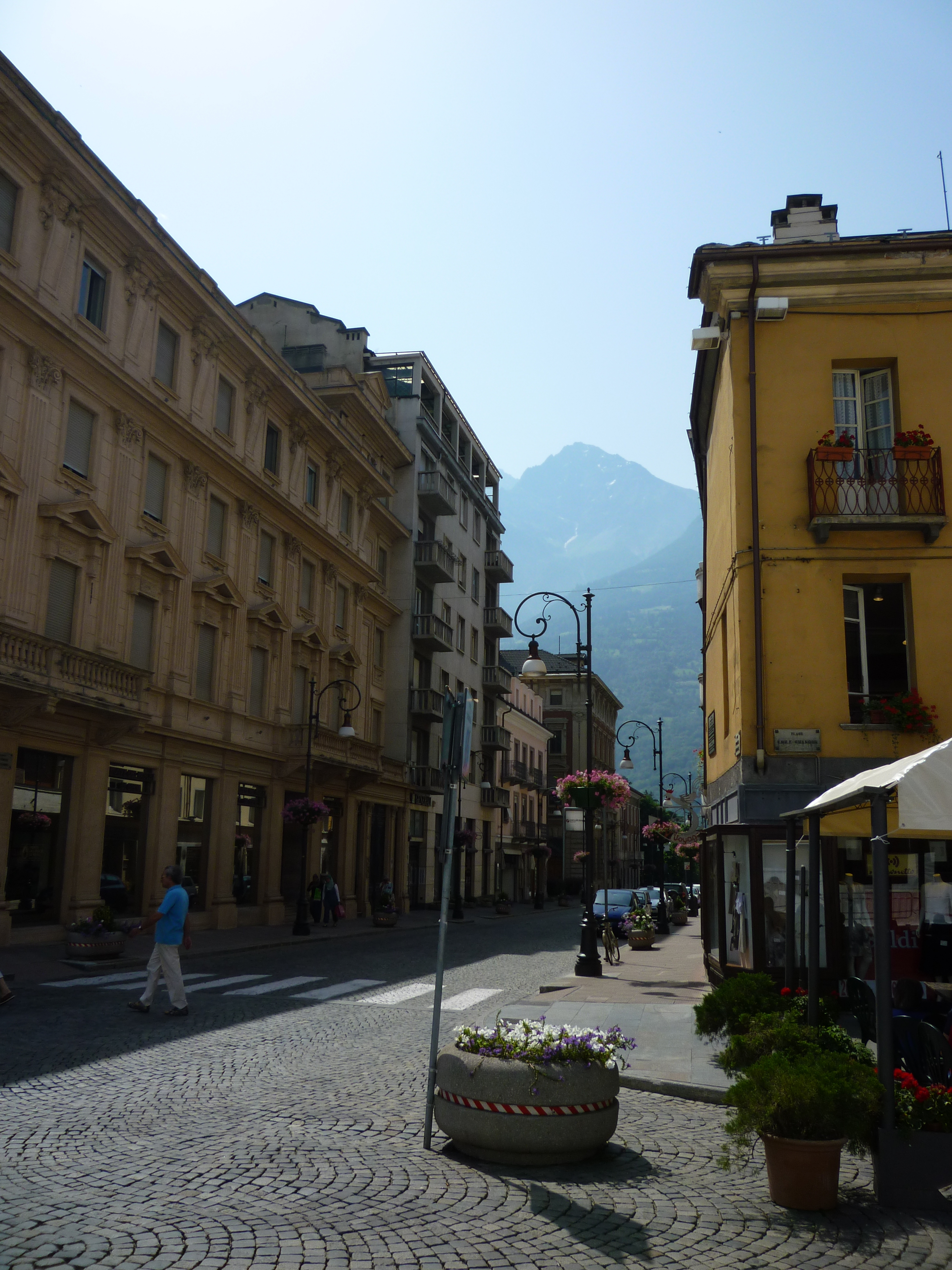
Viale Conseil des Commis (rettilineo di partenza), e sullo sfondo la Becca di Nona, visti dal centro di piazza Émile Chanoux

La Becca di Nona Skyrace o Skyrace Ville d'Aoste è una corsa podistica di skyrunning, che si svolgeva nella regione Valle d'Aosta, ogni anno nella prima domenica di settembre. Faceva parte del calendario dell'International Skyrunning Federation (ISF).
Dal 2010 la gara era inserita nel circuito internazionale denominato "Mountain Running International Cup".
L'ultima edizione disputata è del 2012.
Dal 2016 la gara si svolge in luglio e ha cambiato tipologia e denominazione in Aosta - Becca di Nona, diventando una vertical running.

## Percorso

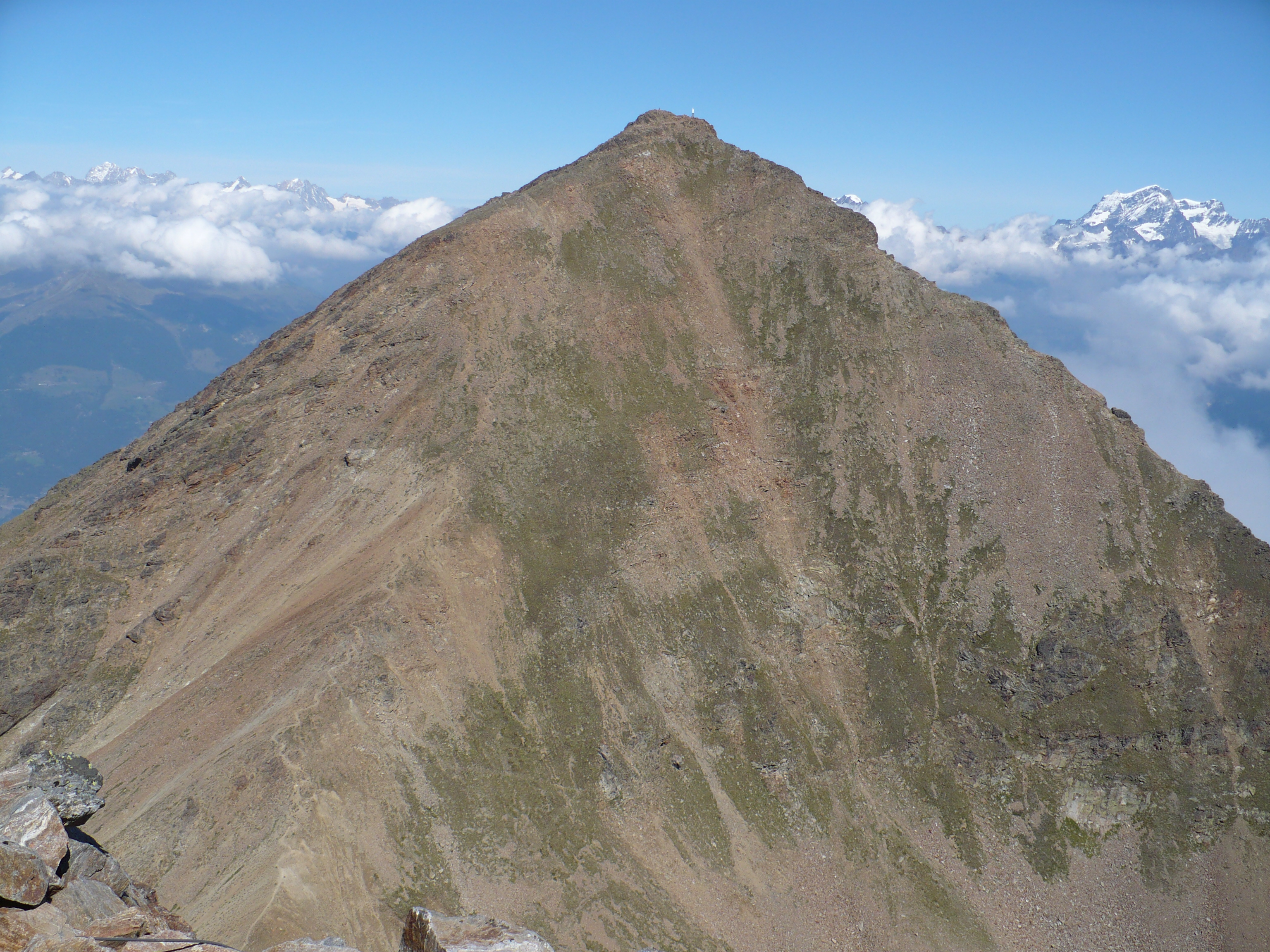
La Becca di Nona, il tratto finale della salita

La gara parte dal centro di Aosta (Piazza Émile Chanoux - 580 m), attraversa il comune di Charvensod, una volta raggiunto Colle Carrel svolta a sinistra, e dopo circa 2500 m di dislivello arriva al giro di boa sulla vetta della Becca di Nona (3142 m).
La prima parte di discesa non segue l'itinerario di salita, ma affronta il costone sud-occidentale della montagna fino al pianoro di Plan-Valé. Da qui, ricongiuntasi a quello di salita lo percorre a ritroso fino al traguardo collocato all'interno del campo sportivo Plan-Félinaz di Charvensod.
Il tracciato di gara ha uno sviluppo di 30 km ed un dislivello totale di 4955 m.
Esiste anche un percorso di sola salita, sempre con partenza da Aosta ed arrivo in cima alla Becca di Nona (con un percorso di 16 km e un dislivello di 2562 m).

## Albo d'oro

### Maschile
| Anno | Vincitore       | Secondo            | Terzo              |
| ---- | --------------- | ------------------ | ------------------ |
| 2002 | Bruno Brunod    | Dennis Brunod      | Jean Pellissier    |
| 2003 | Bruno Brunod    | Saul Padua         | Paolo Bert         |
| 2004 | Bruno Brunod    | Daniele Collomb    | Michele Semperboni |
| 2005 | Dennis Brunod   | Jean Pellissier    | Paolo Bert         |
| 2006 | Dennis Brunod   | Massimo Junod      | Savino Quendoz     |
| 2007 | Dennis Brunod   | Paolo Bert         | Giuliano Cavallo   |
| 2008 | Dennis Brunod   | Michele Semperboni | Paolo Gotti        |
| 2009 | Dennis Brunod   | Daniele Zerboni    | Giuliano Cavallo   |
| 2010 | Tadei Pivk      | Dennis Brunod      | Paolo Gotti        |
| 2011 | Mikhail Mamleev | Paolo Bert         | Ricardo Mejía      |
| 2012 | Kilian Jornet   | Ionut Zinca        | Fabio Bazzana      |

### Femminile
| Anno | Vincitrice          | Seconda | Terza |
| ---- | ------------------- | ------- | ----- |
| 2002 | Gloriana Pellissier |         |       |
| 2003 | Emanuela Brizio     |         |       |
| 2004 | Gloriana Pellissier |         |       |
| 2005 | Corinne Favre       |         |       |
| 2006 | Gloriana Pellissier |         |       |
| 2007 | Gloriana Pellissier |         |       |
| 2008 | Gloriana Pellissier |         |       |
| 2009 | Gloriana Pellissier |         |       |
| 2010 | Emanuela Brizio     |         |       |
| 2011 | Corinne Favre       |         |       |
| 2012 | Gloriana Pellissier |         |       |

I valdostani Dennis Brunod e Jean Pellissier sono arrivati ex aequo al terzo e al primo posto nelle edizioni del 2002 e del 2005.